# Antoine Simon (1736-1794)
Pour les articles homonymes, voir Simon et Antoine Simon.

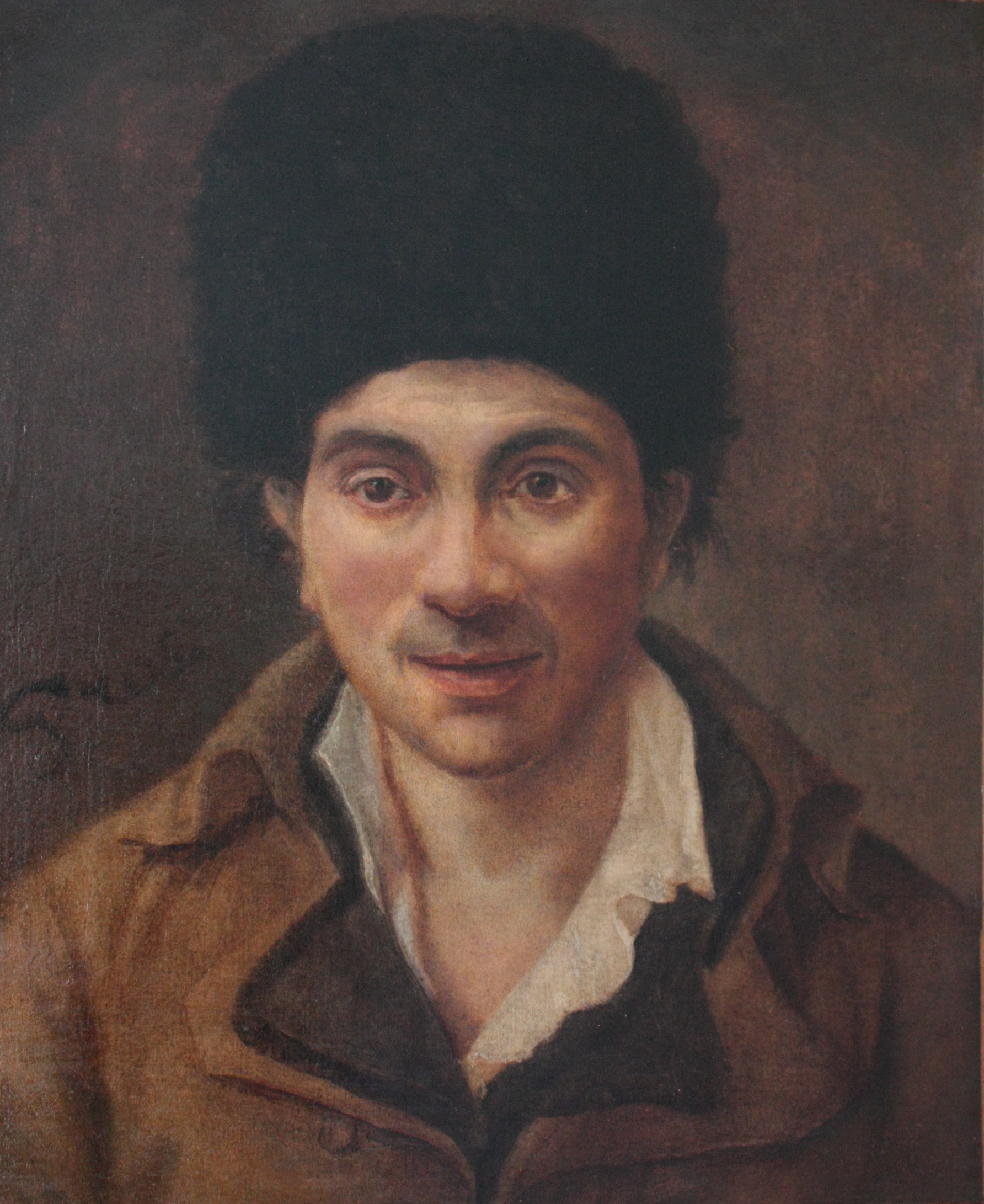
Le cordonnier Simon attribué à Antoine-Jean Gros fin XVIIIe siècle

Antoine Simon, né le 21 octobre 1736 à Troyes (bailliage de Troyes, actuel département de l'Aube), mort guillotiné le 10 thermidor an II (le 28 juillet 1794) à Paris, est un maître cordonnier et révolutionnaire français, passé à la postérité pour avoir été le geôlier de Louis XVII au Temple en 1793.

## Biographie
Son père, François Simon, est marchand boucher à Troyes, époux de Marie-Jeanne Adenet. Envoyé jeune à Paris, il y apprend le métier de cordonnier.
En 1766, Antoine Simon épouse, paroisse Saint-Sulpice, Marie-Barbe Hoyau, « veuve de Jean Frédéric Munster dit Maillard maître cordonnier ». Elle meurt en 1786. 
En 1788, Simon épouse en secondes noces, paroisse Saint-Côme-Saint-Damien, Marie-Jeanne Aladame, née en 1746, paroisse Saint-Étienne-du-Mont, fille d'un charpentier. 

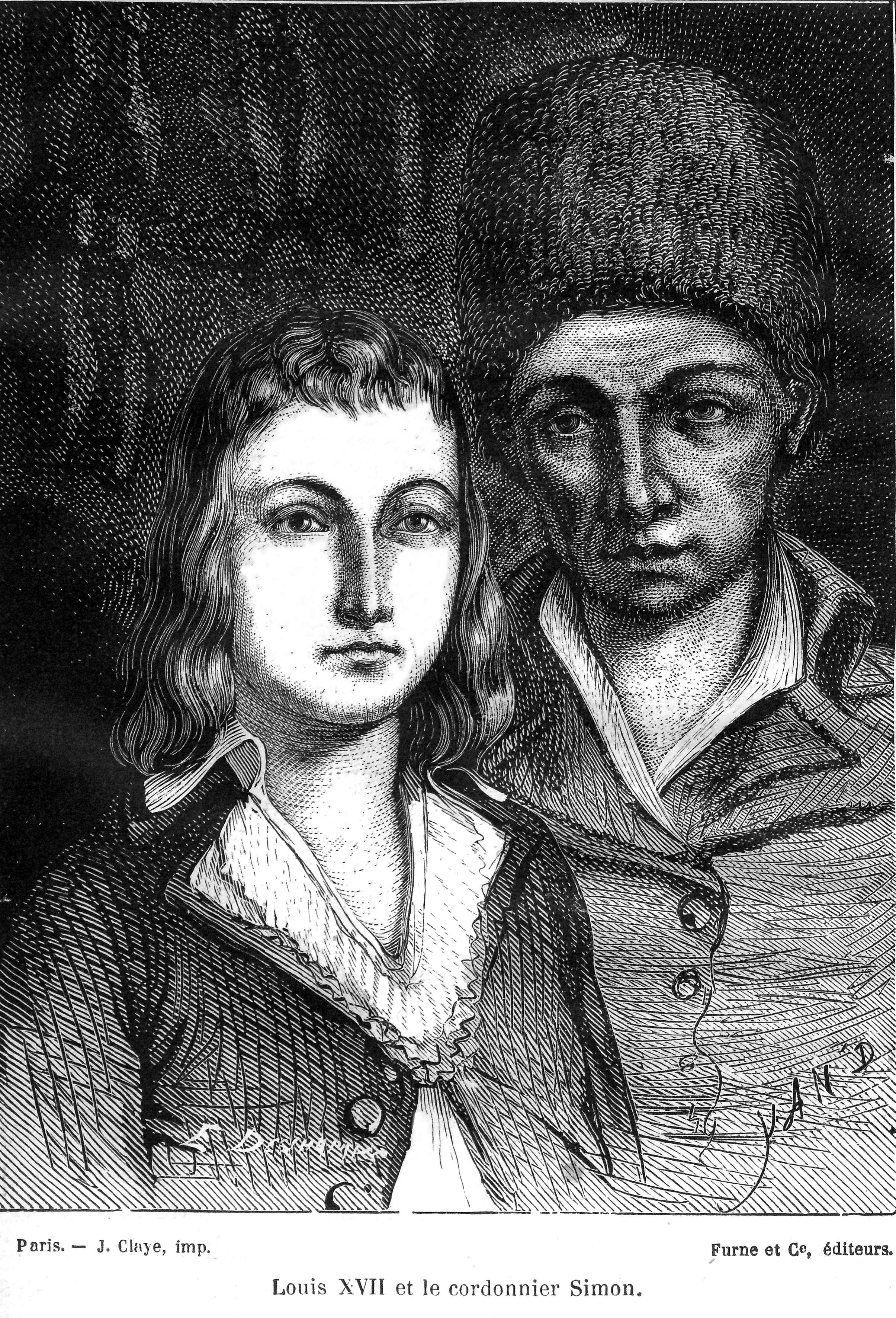
Louis XVII et le cordonnier Simon. Gravure de Yan' Dargent, d'après le dessin d'E. Deschamps (Histoire de la Révolution d'Adolphe Thiers, 1866).

Engagé dans le mouvement révolutionnaire, Antoine Simon devient officier municipal de la Commune de Paris. Le 3 juillet 1793, le Comité de salut public lui confie la garde et l'éducation du fils de Louis XVI.
Les auteurs royalistes, comme Jacques Mallet du Pan, ont diffusé l'image d'un Simon violent, vulgaire et alcoolique qui, avec son épouse, aurait eu un comportement abusif et brutal envers l'ancien dauphin,. L'image laissée par Simon dans la culture populaire se retrouve dans le roman Le Chevalier de Maison-Rouge, d'Alexandre Dumas (1846) où il est dépeint comme un odieux bourreau d'enfant. Il n'est cependant pas prouvé que l'enfant ait subi des sévices durant cette période. 
Georges Bordonove trace le portrait d'un Simon « brave bougre », d'une intelligence et d'une culture limitées, entièrement dévoué à la cause révolutionnaire, malléable et fortement influencé par des dirigeants politiques comme Pierre-Gaspard Chaumette et Jacques-René Hébert, qu'il renseignait scrupuleusement. Arborant un grand bonnet de laine lui donnant une image repoussante, le cordonnier suivait l'idée de Chaumette de « donner quelque éducation » au prince en l'éloignant de sa famille « pour lui faire perdre l'idée de son rang ».
N'ayant pas d'enfant et ne sachant pas s'en occuper, Simon réclame l'aide de sa femme, Marie-Jeanne Aladame, qui lui est accordée par la commune, avec trois mille livres d'appointement. Il semble que Madame Simon ait pris un certain soin de l'enfant, le nourrissant parfois plus que de raison et parvenant à lui rendre de la vivacité. Les époux Simon sont cependant considérés par les historiens comme des personnages frustes et incultes. Selon certaines sources, Simon aurait parfois fait boire du vin à l'enfant, dans l'idée de lui donner de la vigueur, et lui aurait appris des mots grossiers « pour en faire un homme ». Le régime alimentaire et les leçons d'éducation administrés au prince par le couple Simon semblent avoir été fantaisistes. 
En outre, Simon aide apparemment Hébert à échafauder des accusations d'inceste contre Marie-Antoinette. L'enfant déclare par procès-verbal que la reine encourageait ses séances de masturbation et le faisait souvent coucher entre elle et sa tante. Mais le procès-verbal semble truffé de chausse-trappes tendus à l'enfant : comme le suggère sa signature tremblante, il n'est pas exclu qu'il l'ait rédigé sous l'emprise de l'alcool, voire la menace de coups.
En janvier 1794, son épouse tombe malade et Simon quitte le Temple pour assumer ses fonctions municipales.
Mis hors-la-loi avec les autres membres de la Commune le 9-Thermidor, Antoine Simon est guillotiné sur la place de la Révolution le  10 thermidor an II (28 juillet 1794), en même temps que Robespierre, Saint-Just et Couthon.
Sa veuve, Marie-Jeanne Aldadame, meurt à l'hospice des Incurables le 10 juin 1819. Elle est inhumée à l'ancien cimetière de Vaugirard, aujourd'hui disparu.

## Représentation
En 2005, le musée de la Révolution française a acquis un tableau d'Émile Mascré représentant Louis XVII au temple avec ses geôliers. 
De nombreux croquis ou dessins montrent Antoine Simon tentant de frapper le jeune « fils Capet ».  